# Erbschaftsteuer

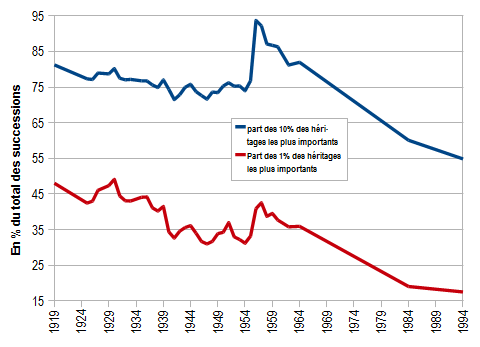
Der Anteil der 1 % und 10 % der größten vererbten Vermögen am gesamten vererbten Vermögen in Frankreich (1919–1994). Daten von Thomas Piketty.

Die Erbschaftsteuer (auch Erbschaftssteuer, insbesondere in Österreich und der Schweiz) besteuert den Übergang von Vermögenswerten einer verstorbenen natürlichen Person an den Erben; die normalerweise mit ihr gleichlaufende Schenkungsteuer besteuert unentgeltliche Zuwendungen unter Lebenden.
Im Gegensatz zu natürlichen Personen kommt bei juristischen Personen keine Erbschaftsteuer zur Anwendung, da juristische Personen nicht sterben.
Die Erbschaftsteuer kann als Nachlasssteuer erhoben werden, wo sie ohne Berücksichtigung der persönlichen Verhältnisse der Erben unmittelbar den Nachlass besteuert, so vor allem noch im anglo-amerikanischen Rechtskreis. Von den meisten anderen Ländern wie auch in Deutschland und in fast allen Kantonen der Schweiz wird sie als Erbanfallsteuer erhoben, in Liechtenstein jedoch sowohl als Nachlass- als auch als Erbanfallsteuer. Bei der Erbanfallsteuer ist der Gegenstand der Besteuerung der Erwerb beim Erwerber. In Österreich wird keine Erbschaftsteuer erhoben.

## Nationale Erbschaftsteuer
- Erbschaftsteuer in Belgien
- Erbschaftsteuer in Bulgarien
- Erbschaftsteuer in Dänemark
- Erbschaftsteuer in Deutschland
  - Erbschaftsteuer in der DDR
- Erbschaftsteuer in Estland
- Erbschaftsteuer in Finnland
- Erbschaftsteuer in Frankreich
- Erbschaftsteuer in Griechenland
- Erbschaftsteuer in Irland
- Erbschaftsteuer in Island
- Erbschaftsteuer in Italien
- Erbschaftsteuer in Lettland
- Erbschaftsteuer in Liechtenstein
- Erbschaftsteuer in Litauen
- Erbschaftsteuer in Luxemburg
- Erbschaftsteuer in Malta
- Erbschaftsteuer in den Niederlanden
- Erbschaftsteuer in Norwegen
- Erbschaftsteuer in Österreich
- Erbschaftsteuer in Polen
- Erbschaftsteuer in Portugal
- Erbschaftsteuer in Rumänien
- Erbschaftsteuer in Schweden
- Erbschaftsteuer in der Schweiz
- Erbschaftsteuer in der Slowakei
- Erbschaftsteuer in Slowenien
- Erbschaftsteuer in Spanien
- Erbschaftsteuer in Tschechien
- Erbschaftsteuer in Ungarn
- Erbschaftsteuer im Vereinigten Königreich
- Erbschaftsteuer in den Vereinigten Staaten
- Erbschaftsteuer in Zypern

## Internationales und sonstiges ausländisches Erbschaftsteuerrecht
- Erbschaftssteuer (Internationales und nicht deutsches Recht)